# 장정
장정(長征)은 중국공산당 홍군(紅軍)이 국민혁명군의 포위망을 뚫고 370일에 거쳐, 12,500km의 거리를 걸어서 옌안으로 탈출한 사건이다. 대서천(大西遷) 또는 대장정(大長征)이라고도 한다. 
1931년부터 장제스의 장기 포위전으로 중화소비에트공화국 여러번 위기에 직면했고, 중국공산당 총서기 보구와 코민테른 고문 오토 브라운은 포위된 장시성을 탈출한 계획을 수립하였다. 1934년 10월 10일 코민테른은 보구의 대장정 계획을 승인하며 마침내 대장정이 시작되었고, 우여곡절 끝에 안전지대인 옌안으로 탈출하는데 성공했다.
이후 대장정을 이끈 중국공산당은 국공 합작으로 다시 합법정당이 되었고 홍군을 해체하며 무장투쟁을일시적으로 종료하였다.

## 경과
1934년 10월 16일에 중국 남부 장시성 서금 소비에트(공산당 점령지역, 해방구)의 8만 명의 중국 홍군(중국 공산당 군) 제1 방면군이 군수품과 온갖 물자를 등에 지고 탈출하기 시작했다. 1935년 10월에 산시성 (섬서성)에 도착했다.
탈출은, 장제스가 1년 전부터 70만여 명의 대군으로 소비에트 주위에 철조망과 시멘트 요새를 설치, 물샐틈 없는 포위망을 치면서부터 예고됐다. 중국국민당군의 압박으로 소비에트 지역이 점점 생활 필수품과 의약품 등의 부족으로 고통을 받게 되고 지배영역과 병력이 감소되자, 공산당 지도부는 마침내 그 압력을 이기지 못하고 중국 남부의 장시성과 푸젠성 일대의 근거지를 버리고 탈출을 시도했다. 당시 제1방면군에는 마오쩌둥, 저우언라이, 덩샤오핑 등 홍군의 지도자급 인사들이 많았는데, 저우언라이와 함께 지도력을 양분하고 있던 마오쩌둥은 소련의 압력으로 지도권을 상실한 상태였고, 모험주의 노선의 지도부가 상대적으로 매우 강했던 국민당군은 게릴라전이 아닌 정규전으로 대응한 것이 패전의 원인이 되었다. 장기적인 목적지는 확정되지 않았다. 일단 생존이 우선이었기에 압력이 약한 곳을 노려 탈출하였고 강력한 국민당군을 피하는 게 일차적 목표였다. 최종목적지로 중국 서북부의 오지인 산시성에 새로운 근거지를 마련하기로 결정하기까지는 많은 세월의 투쟁과 홍군 내부의 이견을 극복한 결과였다. 소련으로부터 지원을 받는 데 유리하다는 것도 최종 목적지가 된 이유 중 하나이다. 포위망이 가장 약한 서남쪽을 돌파한 홍군은 추격해 오는 국민당군과 각 지역의 적대적인 군벌 군대를 뿌리치면서 서쪽으로 나아갔다. 그들의 뒤에는 가족 대부분과 병들거나 부상 입은 2만 명을 포함한 2만 8000명의 홍군이 남겨졌다.
처음 탈출시엔 중화기와 문서, 인쇄기구 등 많은 짐들이 있어 기동성이 약했기에 그 피해가 더 커졌다. 급한 탈출을 위해 그런 짐들을 버리는 과정에서 홍군의 중요 역사적 기록문서들이 상실된 것은 중국공산당 역사에서 아픈 기억으로 남았다. 홍군은 패전의 원인을 찾는 과정에서 강한 상대와 싸우는 데에는 게릴라전이 효과적인 전략임을 실감, 1935년 1월 마오쩌둥의 노선이 다시 채택되고 그에게 당지도권을 주었다. 그 뒤 홍군의 군사행동은 한층 기동성을 띄어 당시 최대의 군사력을 보유한 사천성 북부의 제 4방면군과의 합류를 위해 노력했다. 하지만 장개석이 이끄는 국민당군의 추격은 집요했다. 오지 끝까지 제 1방면군을 향한 추격은 이어졌고 제4방면군과의 합류도 저지하려 노력하였다. 그럴수록 홍군의 도피행렬은 오지와 첩첩산중으로 이어졌고 공군까지 동원한 국민당군의 탄압, 더위, 식량부족으로 도중에 많은 군인들이 죽었다. 그리고 농민들을 신병으로 충원하곤 했다. 대운하의 도하, 대설산을 넘는 강행군, 사천성에서 감숙성으로 향하는 대평원에서의 흙탕물과 기아로 극한의 위기를 자주 맞이했지만 기동력과 군사들의 헌신, 그리고 장개석 외의 기타 군벌 및 소수민족과의 타협으로 위기를 극복해 냈다. 1935년 10월, 368일의 행군 끝에 제 4방면군과 합류할 수 있었다. 제 1방면군의 원호작전을 맡고 있던 제 2방면군도 11개 성, 18개의 산맥을 넘어 1935년 10월 감숙성에서 제 1방면군과 합류할 수 있었다.
마오쩌둥, 저우언라이와 주더, 린뱌오, 펑더화이 등이 이끄는 홍군 제 1방면군이 1935년 10월 옌안에 도착해 자리를 잡기까지 행군한 거리는 무려 9600킬로미터나 되었으며, 당초 출발자 중에서 최종 목적지에 도착한 인원은 불과 7천 명뿐이었다. 홍군 전군의 병력이 자주 분산 와해되는 타격을 입었고 또 자주 신병을 충원하면서도 최종 목적지까지 살아남은 병사는 3만이 되지 못했다. 이는 장개석(장제스)의 공산당 섬멸의지가 얼마나 강력했나를 방증하는 증거이다. 제 1군의 지도부와 노선 차이로 마찰을 빚고 다시 사천성으로 회군하려던, 장궈타오가 이끄는, 1935년 후반 홍군의 최대세력이던 제 4방면군도 장개석의 집중타격 대상이 되어 2/3이 병력을 잃기도 했었다. 중국 공산당은 1921년 반(反)제국주의 등의 목표를 갖고 상하이에서 창립한 이후 15년 동안 중국 남부와 동부에서 이룩했던 공산주의 혁명의 성과를 모두 잃어버리고 첩첩산중에 움츠리게 된 것이다. 그러나 홍군은 여기서 실망하지 않고, 자신들의 이념과 전략전술을 확고히 하는 계기가 되었으며 농민들에게 자신들의 이념을 널리 알리는 계기가 되어 항일전선을 통해 홍군의 토대를 강화하는 노력을 펼쳤다.

## 평가
중국 국민당 장제스 총통이나 다른 관측자들의 눈에는 이들이 마침내 뿌리가 뽑힌 것처럼 보였다. 그러나 장정은 중국공산당 역사에서 패배가 아니라 승리, 그것도 역사를 바꾼 대승리로 기록됐다. 홍군은 장정을 통해 혁명을 위한 엄청난 고난과 역경을 이겨냈다는 ‘신화’를 만들어냈고 마르크스-레닌주의에 근거한 공산주의 혁명의 이념을 농촌지역에 전파할 수 있었다. 또한 대부분이 농민 출신인 홍군은 민폐를 전혀 끼치지 않았기 때문에, 장정은 중국공산당이 농민들의 지지를 받게 한 중요한 기회가 되었다.

## 여파와 영향
에드거 스노우가 산시성 연안에서 마오쩌둥을 인터뷰 하여 펴낸 책-《중국의 붉은 별》(Red Star Over China, 1937년) -으로 인해 장정은 서양에 널리 알려지는 사건이 되었고 마오쩌둥은 중국 내외에 유명인물이 되어 중국 최고의 지도자가 될 수 있었다. 아울러 소련이 도시 노동자를 기반으로한 혁명에 성공한 반면, 비 유학파 마오쩌둥의 자주노선은 중국만의 특징인 농촌의 농민을 중심으로 한 게릴라 전략을 설파해 실전에서 그 효과성을 입증해 보였기에, 중국 공산당의 주요 전략으로 자리잡을 수 있었다.
돈과 군대는 국민당이 장악하고 있었지만 드넓은 농토와 농민들은 홍군을 강력하게 지지하였다. 민심을 잡은 홍군은 1945년-1949년까지 이어진 국공내전에서 승리할 수 있었고 가난한 농민의 대표자로써 중국 정권을 담당하는 세력이 될 수 있었다.

## 같이 보기
- 국공내전